# ألفريد غيوم
الفريد جيوم (بالإنجليزية: Alfred Guillaume)‏ (أو غيوم) (188-1966): مستشرق بريطاني، أكاديمي: عمل أستاذا في جامعات: الولايات المتحدة الأمريكية، ولندن، وتركيا، وكان عضوا بمجمعي اللغة في سوريا والعراق.

## مؤلفاته
- تراث الإسلام - بمعاونة أرنولد وآربري (لندن 1924 م، أكسفورد 1931 م) ، نقله إلى العربية توفيق الطويل، مطبعة لجنة التأليف والترجمة والنشر، مصر، 1936 م.
- أثر اليهودية في الإسلام (1927 م، والطبعة الفرنسية، 1930 م).
- اليهود والعرب (مؤسسة الاكتشافات الفلسطينية، 1946 م).
- مدخل إلى علم الحديث –مذيل بمعجم.
- أين كان المسجد الأقصى (1953م)
- الإسلام (لندن 1954 م) ، نقله إلى العربية محمد مصطفى هدارة وشوقي السكري، 1955 م.

وله بحوث في مجلة الجمعية الملكية الآسيوية.